# Jelašnica (miasto Zaječar)
Jelašnica (cyr. Јелашница) – wieś w Serbii, w okręgu zajeczarskim, w mieście Zaječar. W 2011 roku liczyła 100 mieszkańców.